# Baltica-net

Logo (2007)

Baltica-net war eine virtuelle Fachbibliothek zu wissenschaftlicher Literatur über die Sprachen, Literaturen und Kulturen der baltischen Länder. Als Fachportal zur Baltikumsforschung bot es wissenschaftlich relevante Informationen zu Estland, Lettland und Litauen.

## Geschichte
Baltica-net wurde im Rahmen eines DFG-geförderten Projektes vom Dezember 2004 bis zum März 2006 von der Universitätsbibliothek Greifswald aufgebaut. Anliegen des Projektes war es, die Suche nach wissenschaftlich relevanten Informationen über das Baltikum zu erleichtern. Dazu wurde die Virtuelle Fachbibliothek „Kulturkreis Baltische Länder“ aufgebaut, in der in Kooperation mit wissenschaftlichen Institutionen und Bibliotheken konventionelle Medienformen und elektronische Ressourcen unter einer Suchoberfläche für die wissenschaftliche Forschung nachgewiesen, erschlossen und bereitgestellt wurden. 
Die virtuelle Fachbibliothek baltica-net enthielt verschiedene Module, über die unter einer Oberfläche gesucht werden konnte:
1. Datenbank der Internetquellen, nach wissenschaftsrelevanten Kriterien ausgewählt und inhaltlich erschlossen
2. Bibliothekskataloge mit Literaturbeständen zum Baltikum
3. Datenbanken mit relevanten Zeitschriftenartikeln

Baltica-net war eine konsequent virtuelle Erweiterung der Sondersammelgebiete „Baltische Länder“ an der Universitätsbibliothek Greifswald und „Estnische Sprache und Literatur“ an der Staats- und Universitätsbibliothek Göttingen dar.
Seit April 2006 wurde baltica-net in Eigenverantwortung von der Universitätsbibliothek Greifswald gepflegt und in Zusammenarbeit mit den Kooperationspartnern laufend mit neuen Inhalten versehen.
Baltica-net war Mitglied bei vascoda.

## Folgeprojekte
Ab Mai 2008 wurde das Projekt baltica-net an die ebenfalls von der DFG geförderte Virtuelle Fachbibliothek Nordeuropa und Ostseeraum (vifanord) weitergereicht, von dort an die Virtuelle Fachbibliothek Osteuropa (ViFaOst). Diese wurde ihrerseits im Jahre 2018 vom Forschungsportal zu Ost-, Ostmittel- und Südosteuropa (Osmikon) abgelöst.